# Pendule pesant

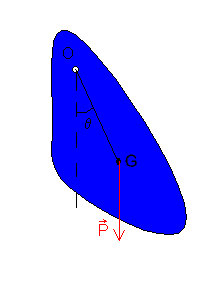
Pendule pesant composé.

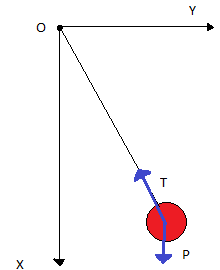
Pendule pesant simple.

Un pendule pesant est un mobile autour d'un axe (en principe horizontal) ne passant pas par son centre de gravité et placé dans un champ de pesanteur. Déplacé de sa position d'équilibre (stable) dans laquelle le centre de gravité est à la verticale de l'axe, le solide se met à osciller de part et d'autre de cette position dite d'équilibre. Un balancier d'horloge, une balançoire, etc, constituent des pendules pesants.
Le cas le plus simple est le pendule constitué d'un petit objet pesant accroché à un fil (ou une tige) de masse négligeable devant celle de l'objet. Un tel pendule est appelé pendule pesant simple.
Le pendule pesant simple a une importance historique du fait que Galilée l'a étudié de façon détaillée et scientifique.

## Étude théorique du modèle du pendule pesant simple

### Équation du mouvement
On considère un pendule pesant simple de masse m, qui se déplace à la distance l de l'axe (longueur du fil ou de la tige, considérée inextensible et sans masse). Soit θ l'angle entre l'axe vertical descendant et la tige du pendule, à un instant t et θ0 l'angle maximal. On note g l'accélération de la pesanteur.
En négligeant les frottements, l'énergie mécanique du pendule, somme de l'énergie cinétique et de l'énergie potentielle, est constante et vaut :
{\displaystyle E_{m}=E_{c}+E_{p}={\frac {1}{2}}ml^{2}{\dot {\theta }}^{2}+mgl(1-\cos \theta )=mgl(1-\cos \theta _{0})} avec {\displaystyle {\dot {\theta }}={\frac {\mathrm {d} \theta }{\mathrm {d} t}}}
En dérivant la relation ci-dessus par rapport au temps, on obtient après simplification : 
{\displaystyle {\ddot {\theta }}+{\frac {g}{l}}\sin \theta =0}
Cette équation est celle d'un oscillateur non harmonique, c’est-à-dire non sinusoïdal. La période T des oscillations ne dépend pas de la masse mais dépend de l'amplitude du mouvement.

### Expression approchée de la période de petites oscillations
Pour de faibles oscillations, l'équation différentielle peut approximativement s'écrire : 
{\displaystyle {\ddot {\theta }}+{\frac {g}{l}}\theta =0}
On voit donc que, pour de faibles amplitudes permettant d'approximer le sinus par son angle, le pendule « se comporte comme » un oscillateur harmonique. La période est alors indépendante de l'amplitude. On appelle ceci l'isochronisme des petites oscillations. Cette période s'exprime alors simplement par : 
{\displaystyle T_{0}=2\pi {\sqrt {\frac {l}{g}}}}

### Expression exacte de la période des oscillations
En séparant les variables dans l'équation de conservation de l'énergie, on obtient : 
{\displaystyle {\frac {l}{2g}}\left({\frac {\mathrm {d} \theta }{\mathrm {d} t}}\right)^{2}=\cos \theta -\cos \theta _{0}}
et en prenant la racine de l'expression, on obtient {\displaystyle \mathrm {d} t={\sqrt {\frac {l}{2g}}}{\frac {\mathrm {d} \theta }{\sqrt {\cos \theta -\cos \theta _{0}}}}}.
La période T d'oscillations vaut 4 fois le temps mis pour aller de 0 à θ0, donc :
{\displaystyle T=4{\sqrt {\frac {l}{2g}}}\int _{0}^{\theta _{0}}{\frac {\mathrm {d} \theta }{\sqrt {\cos \theta -\cos \theta _{0}}}}=4{\sqrt {\frac {l}{g}}}K\left(\sin {\frac {\theta _{0}}{2}}\right)}
où K est l'intégrale elliptique complète de première espèce. Si on pose {\displaystyle \gamma =\sin {\theta _{0} \over 2}}, on dispose du développement en série :
{\displaystyle K(\gamma )={\frac {\pi }{2}}\sum _{n=0}^{\infty }\left[{\frac {(2n)!}{2^{2n}(n!)^{2}}}\right]^{2}\gamma ^{2n}={\frac {\pi }{2}}\left(1+{\frac {\gamma ^{2}}{4}}+{\frac {9\gamma ^{4}}{64}}\dots \right)={\frac {\pi }{2}}\left(1+{\theta _{0}^{2} \over 16}+{11\theta _{0}^{4} \over 3072}+...\right)}
En reprenant l'expression {\displaystyle T_{0}=2\pi {\sqrt {\frac {l}{g}}}} de la période pour les petites oscillations, on obtient alors comme expression de la période :
{\displaystyle T=T_{0}\left(1+{\frac {\theta _{0}^{2}}{16}}+{11\theta _{0}^{4} \over 3072}+...\right)}
La quantité approchée {\displaystyle T_{0}\left(1+{\frac {\theta _{0}^{2}}{16}}\right)} de la période est connue sous le nom de formule de Borda. Voir un tableau de valeurs dans l'article détaillé. On peut retenir qu'à un angle de θ0 de 50° la période est 5 % plus grande que celle donnée par la formule simple {\displaystyle T_{0}=2\pi {\sqrt {\frac {l}{g}}}} et que la correction due au second terme n'est perceptible qu'à des angles supérieurs à 70°.

## Cas du pendule pesant composé

### Équation du mouvement
Pour un pendule pesant quelconque, l'effet de l'inertie sur la rotation ne peut pas être ramené à une masse ponctuelle placée au centre de gravité. C'est l'ensemble du solide qui tourne, et son inertie est caractérisée par son moment d'inertie noté J et la distance l du centre de gravité à l'axe (pour le pendule simple J = ml2). Soit θ l'angle entre l'axe vertical descendant et la droite reliant l'axe du pendule à son centre d'inertie. Son énergie mécanique vaut :
{\displaystyle E_{m}=E_{c}+E_{p}={\frac {1}{2}}J{\dot {\theta }}^{2}+mgl(1-\cos \theta )=mgl(1-\cos \theta _{0})}
La dérivée de cette équation donne :
{\displaystyle {\ddot {\theta }}+{\frac {mgl}{J}}\sin \theta =0}

### Expression de la période
L'équation du mouvement est comparable à celle du pendule simple, en remplaçant {\displaystyle {\frac {l}{g}}} par {\displaystyle {\frac {J}{mgl}}}. On peut donc appliquer les mêmes conclusions, en transcrivant les résultats. En particulier :
- aux faibles amplitudes, l'isochronisme des oscillations est aussi vérifié et la période correspondante s'exprime en fonction de J par :

{\displaystyle T_{0}=2\pi {\sqrt {\frac {J}{mgl}}}} ;
- la valeur exacte de la période est : {\displaystyle T=4{\sqrt {\frac {J}{2mgl}}}\int _{0}^{\theta _{0}}{\frac {\mathrm {d} \theta }{\sqrt {\cos \theta -\cos \theta _{0}}}}=4{\sqrt {\frac {J}{mgl}}}K\left(\sin {\frac {\theta _{0}}{2}}\right)} avec le même développement {\displaystyle T\approx T_{0}\left(1+{\frac {\theta _{0}^{2}}{16}}+{11\theta _{0}^{4} \over 3072}+...\right)}